# Apple A4
蘋果A4处理器是一個由蘋果公司為iPad、iPhone手機等其旗下个人移动设备（非个人电脑）所設計的系统芯片（SoC），由三星電子代工生產。第一代版本运行在1GHz頻率並內建ARM Cortex-A8中央处理器、圖形處理器PowerVR SGX、内存控制器等组件。 苹果A4晶片在2010年1月27日於蘋果公司的Latest Creation活动中发布。

## 设计技术
Apple A4基于ARM架構，第一版发布型号内部集成基于45纳米制程的一颗ARM Cortex-A8处理器内核以及一颗PowerVR SGX 535图形处理内核，內含約3000多萬個電晶體。根据核心显微拍照图显示，其Cortex A8核心和三星自行研发的S5PC110芯片相比，去除了一些接口部件，并将L2 Cache由S5PC110的512KB扩大为640KB，在同等频率下其性能应略好于S5PC110。

## 产品使用
- Apple iPad
- Apple iPhone 4
- Apple iPod Touch（4代）
- Apple TV（2010年版）